# Nils Lofgren
Nils Hilmer Lofgren (Chicago, Illinois, 21. lipnja 1951.), američki je rock pjevač, kantautor i multiinstrumentalist, najpoznatiji kao član E Street Banda Brucea Springsteena i bivši član sastava Crazy Horse.

## Vanjske poveznice
- Službena stranica
- Nils Lofgren u internetskoj bazi filmova IMDb-u (engl.)